# Squeaky Voiced Teen
Squeaky Voiced Teen er en figur i Simpsons-universet, men han har faktisk ikke noget rigtigt navn. Det er i hvert fald ikke afsløret på nuværende tidspunkt, og kommer nok heller ikke til det.
Han besidder et job i næsten alle forretninger og fastfoodrestauranter i komedieserien The Simpsons.
Navnet forekommer af han stemme som er typisk i overgang fordi han er teenager.